# Youssef El Haddaqui Rabil
Youssef El Haddaqui Rabil (nascido em 28 de dezembro de 1988) é um jogador espanhol de futebol de 5.

## Paralimpíadas
Integrou a seleção espanhola de futebol de 5 que conquistou a medalha de bronze nos Jogos Paralímpicos de Londres 2012 ao derrotar a Argentina por 1 a 0. Participou também dos Jogos Paralímpicos da Rio 2016.

## Reconhecimento
Em 2013, Youssef foi condecorado com a medalha de bronze da Real Ordem ao Mérito Esportivo.

## Vida pessoal
Da região catalã da Espanha, atualmente reside em Reus, Tarragona.